# Jack Cork
Jack Frank Porteous Cork, född 25 juni 1989, är en engelsk fotbollsspelare. Han kan spela som back och mittfältare.

## Karriär
Den 11 juli 2017 värvades Cork av Burnley, där han skrev på ett fyraårskontrakt. Den 20 juni 2022 förlängde Cork sitt kontrakt med två år.